# KANのスーパーミュージック
『KANのスーパーミュージック』（カンのスーパーミュージック）とは、STVラジオで放送されていたラジオ番組である。1999年10月9日放送開始、2001年9月30日放送終了。
この番組の終了後、パーソナリティのKANは充電期間を経て2004年10月に『KANのロックボンソワ』でSTVラジオのレギュラー番組に復帰する。

## 放送時間
- 毎週日曜日 8:00 - 8:30 （日本標準時）

## パーソナリティ
- KAN